# Shenphen Dawa
Shenphen Dawa Norbu Rinpoche (17 februari 1950 - 15 april 2018) was een Tibetaans boeddhistisch geestelijke uit de nyingmatraditie. Hij was de zoon van de Dudjom Rinpoche en verspreider van het Tibetaans boeddhisme in Europa, met name in Zwitserland, Spanje en Frankrijk, en de Verenigde Staten. Hij werkte mee aan de documentaire Refuge van John Halpern uit 2006.